# Etremopsis
Etremopsis é um gênero de gastrópodes pertencente a família Conidae.

## Espécie
- Etremopsis albata (Smith E. A., 1882)